# Назарова, Севиль Юсиф кызы
Севиль Юсиф кызы Назарова (род. 5 июня 1998 года Хабаровский край, Россия) — российская спортсменка, борец вольного стиля. Многократная призёрка чемпионатов России. Мастер спорта (2023).

## Биография
Севиль родилась в Хабаровске. Начала заниматься вольной борьбой со второго класса начальной школы, ее первым тренером был Дмитрий Суханов. Начала свою карьеру с победы на ДФО в составе сборной Хабаровского края в 2012 году. С 2016 года на всероссийских турнирах и чемпионатах представляет республику Саха (Якутия).

## Спортивная карьера

### 2019
В 2019 году Севиль взяла бронзовую медаль на чемпионате России 2019 в Улан-Удэ в весе до 59 кг. В ноябре, на открытом кубке России в Чебоксарах (Чувашия) она добыла бронзовую медаль в весовой категории до 57 кг.

### 2020
В сентябре Севиль взяла снова бронзовую медаль на чемпионате страны 2020 в Казани (Татарстан), только уже в новой для себя весовой категории до 55 кг.

### 2021
На чемпионате России в Улан-Удэ, снова финишировала третьей в весе до 57 кг. В мае Назарова стала финалисткой гран-при "Ивана Ярыгина" в весе до 55 кг.

### 2022
В июне Севиль взяла бронзовую медаль на чемпионате России в весовой категории до 55 кг, в июле стала второй на VIII Всероссийской летней Универсиады в Грозном, в августе Назарова стала третьей на Спартакиаде сильнейших в Казани. В сентябре на гран-при "Александр Медведь" в Минске, Севель стала обладательницей бронзовой награды. В октябре на турнир второго этапа лиги Поддубного она стала второй, уступив в финале Александре Скиренко из Краснодарского края, в поединке до 55 кг.

### 2023
На гран-при Иван Ярыгин, который прошел в конце января, она стала третьей. В мае, она стала победительницей международного турнира в Бишкеке (Кыргызстан). В конце июня финишировала третьей на чемпионате России в весе до 57 кг. В августе 2023 года Севиль пришла третьей на Международном фестивале университетского спорта в Екатеринбурге.

### 2025
В январе выиграла бронзовую медаль на Кубке Ивана Ярыгина в Красноярске.

## Спортивные достижения
- 2019, 2020, 2021, 2022, 2023 Чемпионат России — ;
- 2021 Гран-при Иван Ярыгин — ;
- 2022 Всероссийская Спартакиада — ;
- 2023 Гран-при Иван Ярыгин — ;
- 2023 Международный фестиваль университетского спорта — ;
- 2025 Кубок Ивана Ярыгина — ;